# Dálya
Dálya (horvátul és szerbül Dalj, szerb cirill írással Даљ) falu Horvátország Eszék-Baranya megyéjében. Közigazgatásilag Erdőd község (járás) része.

## Fekvése
Dálya a Duna jobb partján, Eszéktől kb. 20 kilométerre keletre fekszik, az Eszék és Erdőd falu között vezető 213-as főúttól délre, a Vukovár felé vezető összekötő út mentén. Vukovárral, Eszékkel és Erdőddel vasútvonal is összeköti. Tengerszint feletti magassága 89 m.

## Részei
Dályához a következő településrészek tartoznak:
- Banjkaš
- Grabovac
- Daljska Lipovača
- Lovász/Daljski Lovas
- Marinci
- Mišino Brdo
- Nizbrdice
- Újdálya/Novi Dalj
- Dályhegy/Daljska Planina
- Pogled
- Poloj
- Propast
- Stari Dalj
- Škilja
- Daljski Šušnjar
- Vodica
- Zurilo

## Története
A területén előkerült régészeti leletek alapján itt már az őskortól fogva éltek emberek. A „Velika straža” lelőhelyen a neolitikumi Sopot-Bicske kultúra kerámiáit, házak alapjait, háztartási hulladékot, kő- és csontfegyvereket találtak. A falu temetője két szintben a Sopot-kultúra két fázisában volt használatban. A „Poloj-Lisova skela” lelőhely korai leletei a késő rézkori Badeni kultúra időszakából származnak. A második szint a késő rézkori kosztoláci kultúra időszakából származik. Itt is előkerült a falu temetője. A „Kraljevo brdo” lelőhelyen a bronzkortól a vaskorig virágzó település maradványai kerültek elő, gazdag leletanyaggal. Ugyanebből az időszakból származik a 20. század elején feltárt „Busija” lelőhely nekropolisza. A „Livadice” lelőhely leletei a bronzkorból származnak, míg időrendben a legkésőbbiek a „Bogaljevci” lelőhely leletei, melyek a késő ókortól a 9. századig terjednek. Többségben egy avar-szláv temető lovas sírjai kerültek itt elő.

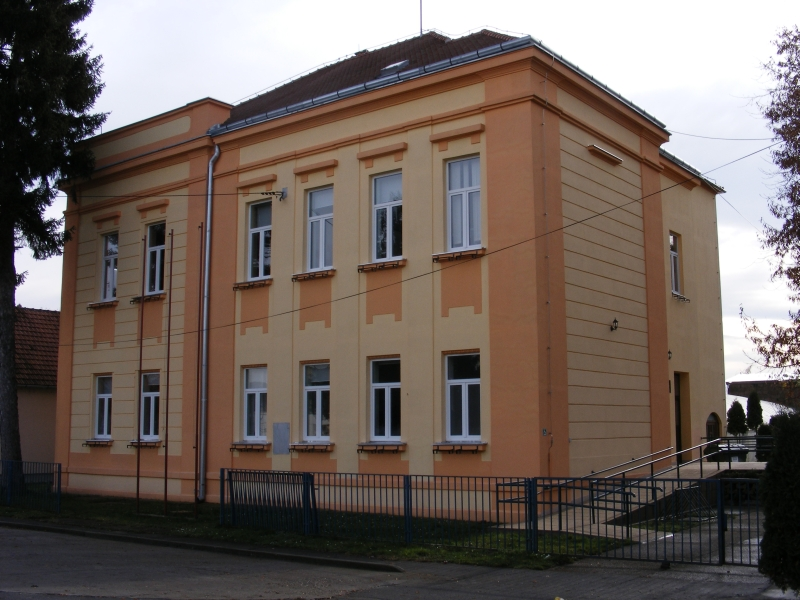
Középiskola

Dályát a római kori földrajzi tárgyú munkák – például Ptolemaiosz Geográfiája – Teutoburgium néven említik, mint a Dráva mentén elterülő síkságot Poetoviótól (ma Ptuj, Szlovénia) Mursáig (a mai Eszék) átszelő út keleti leágazásán fekvő települést. Valószínűleg ehhez a településhez tartoztak a „Bajer” lelőhelyen előkerült ókori régészeti leletek.
A török előtt Dálya helyi nemesek kezén lévő apró falucska volt. Első írásos említése is nemesi előnévben (Dalyo-i Felfeldy Pál) történt a boszniai káptalannak egy 1471-ben kelt oklevelében. Az elnéptelenedett falut a törökök muszlimokkal (kb. 200 család) és ortodox vallású vlachokkal (kb. 50 család) telepítették be. A dályai muszlimok főként a környező földek birtokosai, valamint kézművesek és kereskedők, míg a vlahok és a horvátok földművesek voltak. A faluban magyarok is éltek, akikről tudni, hogy 1550 körül református hitre tértek. A török összeírások alapján 1579-ben Dálya területén 107 lakott ház volt. Keresztény család ezen adatok alapján csak nyolc volt a faluban.
Az 1663-ban Dályán átutazó híres oszmán kori történetíró, Evlija Cselebi Dályát tipikus török palánknak (deszkafallal körülvett településnek) írja le. Híradása alapján alaprajza négyzet alakú volt, a falon belül pedig nagyobb dzsámi, fürdő, fogadó, valamint 80 ház volt. Környékén kertek, szilvások és szőlők terültek el.
A keresztény sereg 1687-ben foglalta vissza Dályát. (A muszlim és a vlach lakosság előtte elhagyta a falut). A török kiűzése után Dálya környéke a bécsi udvari kamara igazgatása alá került. 1690-től betelepülés indult meg a faluba Szerémség, Bačva és Mačva vidékekről, továbbá Boszniából. (Hét év alatt összesen 49 család érkezett). A dályai birtokokat először I. József császár III. Arsenije Čarnojević szerb pátriárkának adományozta, majd az udvar a területeket 1726-ban visszavette.
Az 1736. évi összeírás alapján Dályán már 220 ház volt. A falu a 19. század folyamán is állandóan nőtt. 1866-ban 809 lakott házat, és 4 449 lelket számlált (közülük 3 125 volt szerb, 1 309 horvát és 35 magyar).
Dályában a horvátországi háború idején 1991. augusztus 1-jén a támadó szerb erők 56 vagy 57 horvátot mészaároltak le. Az áldozatok listáján a polgári áldozatokon kívül 20 horvát rendőr, 15 horvát nemzeti gárdista (Zbor narodne garde - ZNG) és négy polgárőr szerepel, akik a falu rendőrőrsét és vízellátó épületét védték. Miután a rendőrök és a ZNG katonáinak egy része meghalt a harcban azokat, akik megadták magukat, miután hadifogságba kerültek megölték. A horvátok megpróbáltak ellenállni a Kelet-Szlavóniai, Baranyai és Nyugat-Szerémségi Szerb Autonóm Terület (SAO SBWS) területvédelmi erői támadásának, amelyet a Jugoszláv Néphadsereg (Jugoslovenska Narodna Armija – JNA) és a szerb önkéntes félkatonai egységek is támogattak. Az SAO SBWS-t a Dályától délre zajlott Borói csata után nyilvánították Kelet-Horvátország szerb autonóm területévé.
A támadást követően a faluban és a környéken élő nem szerb polgári lakosságot üldözték, melynek hatására kénytelenek voltak elhagyni otthonaikat, mert ha nem így tesznek, bebörtönözték és fizikailag bántalmazták volna, vagy megölték volna őket. A háború után a volt Jugoszláviával foglalkozó Nemzetközi Törvényszék (ICTY) több magas rangú SAO SBWS tisztségviselőt, valamint szerb vezetőket, köztük Slobodan Miloševićet és Goran Hadžićot vádolta meg Dalyában elkövetett háborús bűnök elkövetésével.

## Népesség

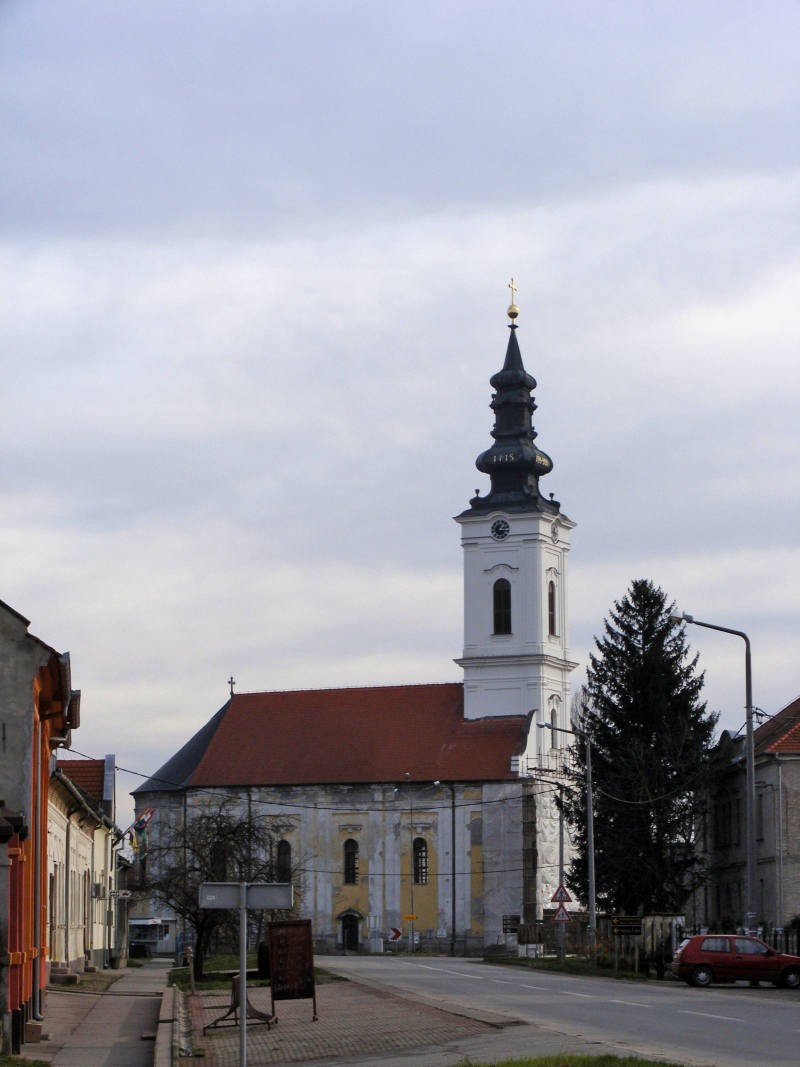
A Szent Demeter ortodox templom

A 2001. évi népszámlálás adatai alapján Dályán 1661 háztartásban 4689 lélek élt. A falu területe 67,75 négyzetkilométer, a népsűrűség 69 fő/négyzetkilométer.
Dálya erős szerb többségű település. A település Dályhegy nevű része (amely magától a falutól távolabb, az Erdődi-hát északi oldalán elterülő szőlőhegyekben fekszik) azonban szigetszerűen, csaknem tisztán magyar lakosságú.

## Gazdaság
A falu gazdaságában megtalálható ágazatok a földművelés, szőlőtermesztés, állattenyésztés, kereskedelem és kisipar (alumíniumlakatos műhely, vulkanizáló műhely és fűrésztelep).

## Nevezetességei
- Az 1799-ben, barokk-klasszicista stílusban épült Szent Demeter ortodox templom[10] Dálya központjában áll. Az egyhajós félköríves apszissal és a főhomlokzat felett kétemeletes harangtoronnyal rendelkező épület térfogatával és kialakításával uralja a kisméretű teret. A harangtorony karcsú, késő barokk sisakban végződik, késő barokk vázákkal díszítve. A templom hajója csehsüvegboltozatos, mely hangsúlyos boltövekkel van négy mezőre osztva. A boltozatot kettős pilaszterek támasztják alá. A templom téglából épült, nyeregtetővel, míg az apszis felett a tető félköríves.
- A szerb pátriárkák klasszicista stílusú nyári palotáját[11] 1828-ban (a dályai patriarchátus hivatalos megalapítása előtt húsz évvel) építették. A palota a templom közvetlen közelében, a Duna partján épült tágas parkkal körülvéve. Reprezentatív, földszintes épület, L alakú alaprajzzal. A komplexum régebbi szárnya a 19. század elején (1828), az újabb rész pedig a 19. század második felében épült. A belső helyiségek és a folyosó boltozatos, övekkel tagolt dongaboltozatokkal. Ennek a régebbi résznek a Duna felé néző rövidebb oldalát hét ablaknyílás tagolja. A homlokzat középső része kissé kiemelkedő, 4 pilaszterrel tagolt, és egy fogazott motívummal ellátott, profilozott tetőtéri párkányban végződik. A palota régi része késő barokk építészeti stílusban épült.
- Milutin Milanković szülőháza[12] a 18. század végén épült gazdag kereskedő házaként. Térbeli elhelyezkedésével, alaprajzával, emeleteivel, belső tér elrendezésével és az épület melletti tágas parkjával kiemelkedik a település épületei közül. Stílusában rokon a vajdasági barokk épületekkel. Az épület az építészeti és stílusbeli értékei mellett kulturális és tudománytörténeti értékkel is bír, hiszen itt született a szerb neves matematikus, csillagász, klimatológus, geofizikus, aki fiatalságának egy részét is itt töltötte, és akinek tudományos munkássága meghaladta a volt Jugoszlávia kereteit.

## Híres emberek
Itt született 1879. május 28-án Milutin Milanković világhírű szerb matematikus, csillagász, klimatológus, geofizikus és mérnök.